# Galeana (noctuídeos)
Galeana (Arctiidae) é um gênero de traça pertencente à família Arctiidae.